# 5118 Elnapoul
5118 Elnapoul è un asteroide della fascia principale. Scoperto nel 1988, presenta un'orbita caratterizzata da un semiasse maggiore pari a 2,6056581 au e da un'eccentricità di 0,2143928, inclinata di 12,07544° rispetto all'eclittica.
L'asteroide è dedicato a Elna e Poul Hyttel, suoceri di Karl Augustesen, collega dello scopritore nell'osservatorio della scoperta.